# Kolonia (Piotrkowice)
Kolonia – część wsi Piotrkowice w Polsce położona w województwie świętokrzyskim, w powiecie kazimierskim, w gminie Bejsce.

W latach 1975–1998 Kolonia należała administracyjnie do województwa kieleckiego.